# Calling Time
Calling Time je studijski album švedskog glazbenika Basshuntera. Album je 25. rujna 2013. godine objavila diskografska kuća Gallo Record Company.

## Popis pjesama
| Br. | Skladba                                 | Trajanje |
| --- | --------------------------------------- | -------- |
| 1.  | »Saturday«                              | 3:00     |
| 2.  | »Dream on the Dancefloor«               | 3:12     |
| 3.  | »Crash & Burn«                          | 3:08     |
| 4.  | »Wake Up Beside Me« (feat. Dulce María) | 2:41     |
| 5.  | »Calling Time«                          | 3:07     |
| 6.  | »Far Away«                              | 3:42     |
| 7.  | »I've Got You Now«                      | 3:10     |
| 8.  | »You're Not Alone«                      | 2:57     |
| 9.  | »Rise My Love«                          | 2:33     |
| 10. | »Pitchy«                                | 2:15     |
| 11. | »I Came Here to Party«                  | 2:48     |
| 12. | »Dirty« (feat. Sandra)                  | 2:53     |
| 13. | »Lawnmover to Music«                    | 4:21     |
| 14. | »Fest i hela huset«                     | 2:50     |
| 15. | »Northern Light«                        | 2:49     |

| 13. | »Far Away« (Josh's Big Room Remix)         | 4:55 |
| 14. | »Dream on the Dancefloor« (Rude Dog Remix) | 5:10 |
| 15. | »Northern Light« (Candlelight Version)     | 3:09 |

## Top ljestvice
| Ljestvica (2013.)                                    | Najviša pozicija |
| ---------------------------------------------------- | ---------------- |
| Sjedinjene Američke Države (Dance/Electronic Albums) | 25               |

## Vanjske poveznice
- Službena stranica